# Nakamura Tomijūrō V
Nakamura Tomijūrō V (五代目 中村 富十郎, Godaime Nakamura Tomijūrō), né le 4 juin 1929 – mort le 3 janvier 2011, est un acteur japonais du théâtre kabuki et Trésor national vivant du Japon.

## Biographie
Tomijūrō naît sous le nom Hajime Watanabe (渡邊 一, Watanabe Hajime), de Nakamura Tomijūrō IV et de la danseuse Tokuho Azuma. Il fait ses débuts au théâtre en 1943 sous le nom de scène Bandō Tsurunosuke. En 1964, il devient le 6e Ichimura Takenojō, autre nom de scène. Il devient 5e Nakamura Tomijuro en 1972, succédant à son père dans ce titre de scène.
Parmi ses rôles kabuki figure celui de Musashibō Benkei, moine guerrier japonais, dans la pièce Kanjinchō. Tomijūrō a effectué des tournées aux États-Unis et en Europe.
En plus du kabuki, Tomijūrō apparaît également au cinéma et à la télévision. Au cinéma il joue dans Sharaku en 1995 et Gakko II en 1996. À la télévision, il paraît dans Shishi no Jidai (L'Ère du Lion) en 1980 et dans la série Katsu Kaishū en 1974, à partir de la vie de Katsu Kaishū.
Tomijūrō est nommé Trésor national vivant du Japon en 1994. Il est intronisé à l'Académie japonaise des arts en 1996 puis est honoré du titre de Personne de mérite culturel en 2008.
Originaire de Tokyo, Tomijūrō cesse de jouer le kabuki en novembre 2010 en raison de sa santé déclinante. Il meurt d'un cancer du rectum dans un hôpital de Tokyo le 3 janvier 2011, à l'âge de 81 ans. Son fils Takanosuke (né Watanabe Dai, 1999-) lui succédera dans la carrière d'acteur de kabuki.

## Source de la traduction
- (en) Cet article est partiellement ou en totalité issu de l’article de Wikipédia en anglais intitulé « Nakamura Tomijūrō V » (voir la liste des auteurs).